# K-ядро
K-ядро (от англ. kernel) — принцип оптимальности в кооперативных играх, впервые введен в работе М. Дэвиса и М. Машлера (1965).
Пусть задана кооперативная игра с характеристической функцией {\displaystyle \nu :2^{N}\to \mathbb {R} } и {\displaystyle x\in \mathbb {R} ^{N}} — эффективный вектор выигрышей. Максимальный излишек игрока {\displaystyle i} над игроком {\displaystyle j} по отношению к {\displaystyle x} определяется как
{\displaystyle s_{ij}^{\nu }(x)=\max \left\{\nu (S)-\sum _{k\in S}x_{k}:S\subseteq N\setminus \{j\},S\ni i\right\}}.
Максимальный излишек представляет собой наибольший выигрыш, который игрок {\displaystyle i} может получить, войдя в какую-либо частичную коалицию {\displaystyle S} без кооперации с игроком {\displaystyle j}, в предположении, что остальные игроки в составе коалиции {\displaystyle S} удовлетворены выигрышами, которые доставляет им распределение {\displaystyle x}. Он представляет собой способ измерения сравнительной переговорной силы игроков.
K-ядром кооперативной игры {\displaystyle \nu } называется множество дележей {\displaystyle x}, удовлетворяющих условиям:
{\displaystyle (s_{ij}^{\nu }(x)-s_{ji}^{\nu }(x))(x_{j}-\nu (j))\leq 0};
{\displaystyle (s_{ji}^{\nu }(x)-s_{ij}^{\nu }(x))(x_{i}-\nu (i))\leq 0};
для всех пар игроков {\displaystyle i,j}.
Интуитивно, игрок {\displaystyle i} имеет большую переговорную силу, чем игрок {\displaystyle j} при дележе {\displaystyle x}, если {\displaystyle s_{ij}^{\nu }(x)>s_{ji}^{\nu }(x)}, но игрок {\displaystyle j} защищен от угроз игрока {\displaystyle i}, если {\displaystyle x_{j}=\nu (j)}, так как в этом случае он может получить выигрыш {\displaystyle x_{j}} без кооперации. K-ядро содержит все дележи, при которых ни один игрок не имеет такой переговорной силы ни над каким другим игроком.

## См.также
- Кооперативная игра (математика)
- С-ядро
- N-ядро